# Хомутино (Алтайский край)
Хомутино — село в Целинном районе Алтайского края России. Административный центр и единственный населенный пункт сельского поселения Хомутинский сельсовет.

## География
Расположен в восточной части края, на Бийско-Чумышской возвышенности, у приток Оби Большая Речка. Река после села Хомутино принимает юго-западное направление, сохраняющееся почти на всём протяжении.
Климат
имеет ярко выраженные черты континентальности. Зима холодная и снежная, а лето — короткое и тёплое. Средняя температура января −16,5 °C, июля +17,7 °C. Годовое количество атмосферных осадков — 506 мм

## История
Основано в 1826 году.
В 1928 году состояло из 343 хозяйств. В административном отношении являлось центром Хомутинского сельсовета Яминского района Бийского округа Сибирского края.
В селе Хомутино на Красную горку «Пасху зажигали» — привозили на гору солому и зажигали её, таким образом провожая Пасху.

## Население
| 1926 | 1997 | 1998 | 1999 | 2000 | 2001 |
| ---- | ---- | ---- | ---- | ---- | ---- |
| 1913 | ↘591 | ↘560 | ↘554 | ↗560 | ↘555 |
| 2002 | 2003 | 2004 | 2005 | 2006 | 2007 |
| ↘510 | ↗511 | ↘506 | →506 | ↘503 | ↗508 |
| 2008 | 2009 | 2010 | 2011 | 2012 | 2013 |
| ↘501 | ↗503 | ↘459 | ↘457 | ↘456 | ↗466 |
| 2014 | 2015 | 2016 | 2017 | 2018 | 2019 |
| →466 | ↘456 | ↘438 | ↘436 | ↘435 | ↘427 |
| 2020 | 2021 |      |      |      |      |
| ↘413 | ↘407 |      |      |      |      |

Национальный состав
В 1928 году основное население — русские.
Согласно результатам переписи 2002 года, в национальной структуре населения русские составляли 95 %.